# Pánská jízda (film, 1984)
Pánská jízda (v anglickém originále Bachelor Party) je americká filmová komedie z roku 1984. Režisérem filmu je Neal Israel. Hlavní role ve filmu ztvárnili Tom Hanks, Tawny Kitaen, Adrian Zmed, George Grizzard a Barbara Stuart.

## Děj
Flámista Rick Gassko (Tom Hanks), který se živí jako řidič autobusu katolické školy, se rozhodne usadit a oženit se se svou přítelkyní Debbie Thompsonovou (Tawny Kitaenová). Poté, co se dozví zprávu o zasnoubení, se Rickovi šokovaní přátelé v čele s Jayem (Adrian Zmed) rozhodnou uspořádat mu velkolepou rozlučku se svobodou. Nevěstini bohatí, konzervativní rodiče jsou s jejím rozhodnutím nespokojeni a její otec požádá o pomoc Colea Whittiera (Robert Prescott), bývalého přítele Debbie, aby sabotoval její vztah s Rickem a získal ji zpět.
Zatímco Debbie si dělá starosti a odchází na svatební večírek pořádaný jejími přáteli, Rick se vydává na rozlučku se svobodou, která se koná v honosném, prostorném hotelovém apartmá, a slibuje, že zůstane věrný. Oba večírky začnou špatně kvůli Coleovu vměšování. Když se rozlučka se svobodou začne rozjíždět, Debbie a dívky se rozhodnou Rickovi a jeho přátelům pomstít tím, že uspořádají vlastní večírek. Obě strany se nakonec střetnou, což vede k tomu, že Debbie obviní Ricka z nevěry.
Rozlučka se svobodou se změní v divoké opilecké orgie a hotelový pokoj je zdemolován, což rozzuří frustrovaného ředitele hotelu (Kenneth Kimmins). Ke zmatkům přispívá i Rickův přítel Brad, který je zoufalý z rozpadu svého manželství a několikrát se pokusí o sebevraždu. Když se Brad pokusí podřezat si žíly elektrickým holicím strojkem, Rick mu řekne: "No... aspoň budeš mít zápěstí hladké a k zulíbání."
Rick přesvědčí Debbie o své lásce a věrnosti právě ve chvíli, kdy na večírek vtrhne policie. V následné šarvátce se Rick a Debbie rozdělí a Cole Debbie unese, takže je Rick a jeho přátelé pronásledují. Honička vyvrcholí soubojem mezi Rickem a Colem v kině s 36 plátny, přičemž pěstní souboj probíhá synchronizovaně s podobným soubojem, který se promítá ve 3D filmu promítaném za nimi; diváci se domnívají, že skutečný souboj je mimořádným 3D efektem. Rick v souboji zvítězí a znovu se setká s Debbie.
Po svatbě jsou Rick a Debbie odvezeni na letiště na svatební cestu v Rickově školním autobusu, který řídí rozesmátý Brad.

## Obsazení
| Tom Hanks         | Rick Gassko     |
| Tawny Kitaen      | Debbie Thompson |
| Adrian Zmed       | Jay O´Neill     |
| George Grizzard   | Ed Thompson     |
| Barbara Stuart    | paní Thompson   |
| Robert Prescott   | Cole Whittier   |
| William Tepper    | Stan Gassko     |
| Wendie Jo Sperber | Tina Gassko     |
| Michael Dudikoff  | Ryko            |